# Кадыров, Иминджан
Кадыров, Иминджан Кадырович (узб. Иминжон Кадыров, 1916—1976) — советский государственный и политический деятель, учёный, доктор педагогических наук, профессор, член-корреспондент АПН СССР, министр просвещения Узбекской ССР, директор НИИ педагогики Узбекской ССР,

## Биография
Родился в 1916 году в Оше. Член КПСС с 1943 года.
С 1937 года — на хозяйственной, общественной и политической работе. В 1937—1976 гг. — учитель в школе, преподаватель педагогического училища, участник Великой Отечественной войны, директор школы в Намангане, ответственный работник Наманганского горкома, обкома КПСС, работник ЦК КП Узбекистана, министр просвещения Узбекской ССР, директор НИИ педагогики Узбекской ССР.
Избирался депутатом Верховного Совета Узбекской ССР 4-6-го созывов.
Автор научных трудов и образовательной литературы.
Похоронен в Ташкенте на Чигатайском кладбище.